# Epigaea gaultherioides
Pour les articles homonymes, voir Épigée (homonymie).
Espèce
Epigaea gaultherioides est une espèce de plantes à fleurs de la famille des Ericaceae originaire de Transcaucasie et de Turquie. 

## Description
Epigaea gaultherioides est un sous-arbrisseau persistant (hauteur : 0,5 m). Feuilles elliptiques (longueur : 60-110 mm, largeur : 30-55 mm), coriaces, base cordée, apex acuminé, pétiole pubescent (longueur : 5-15 mm). Inflorescence : fascicules axillaires de une à trois fleurs. Fleurs : calice campanulé (longueur : 12-15 mm), à cinq lobes ovales, corolle funneliforme et rose, à cinq lobes. Capsules subglobuleuses (longueur : 1 mm).